# Antonio Madinaveitia Tabuyo
Antonio Madinaveitia Tabuyo   (Madrid, 31 d'octubre de 1890 - Ciutat de Mèxic, 1974) fou un químic espanyol. Madinaveitia es va especialitzar en la química dels productes naturals i en la síntesi de medicaments orgànics. Entre els estudis que va realitzar a l'Institut de Química destaquen aquells sobre la composició dels llacs salobres del centre de Mèxic, la hidrogenació catalítica de quinones, la polimerització de l'antracè, les fabàcies silvestres, el "pulque", el mercuri en composts orgànics i aguarrases mexicans. I, en general, Madinaveitia es va interessar en l'estudi i aplicació industrial dels productes naturals del país que el va rebre.

## Biografia
Antonio Madinaveitia era fill de l'insigne metge Juan Madinaveitia. Va estudiar el nivell primari a l'"Institució Lliure de Ensenyança", creat per Francisco Giner de los Ríos, la finalitat del qual era la formació de científics i literats crítics, concientes de la legalitat, sensibles a l'art i oberts a la informació. Finalitzat el batxillerat a l'Institut Cardenal Cisneros de Madrid, el 1905 va viatjar a Suïssa per a estudiar Enginyeria Química a l'Escola Politécnica Federal de Zúric. Va començar el seu doctorat el 1910 dirigit per Richard Willstätter, futur Premi Nobel de Química de 1915, presentant la seva tesi titulada Zur Kenntnis Der Katalase el 1912.
El 1913 es va traslladar a Barcelona per estudiar farmàcia, i després va tornar a Madrid, on obtindria el doctorat en química biològica (cal aclarir que en aquella època els llicenciats en farmàcia es doctoraven en química biològica). El 1916 va obtenir la càtedra de química orgànica aplicada a la farmàcia a la Universitat de Granada, encara que va continuar a Madrid com a director del Laboratori de Química Biològica de la Junta d'Ampliació d'Estudis. El 1922 va acabar la llicenciatura i el doctorat en químiques, i el 1925 va obtenir la càtedra de química orgànica aplicada a la farmàcia a la Facultat de Farmàcia de la Universitat Central de Madrid.
El 1936 va ser nomenat vocal de la JAE i degà en farmàcia. Assetjada Madrid, la Guerra Civil Espanyola el va portar a exercir la seva activitat a la Casa de la Cultura de València. En concloure la contesa va passar a França, des d'on el juliol de 1939 es va exiliar a Mèxic. Va ser membre de La Casa d'Espanya a Mèxic, assignat a l'Escola de Ciències Químiques per fer recerca a un laboratori. Se'l va comissionar també per dictar conferències a les Universitats de San Luis Potosí i a Morelia. Posteriorment va fundar l'Institut de Química a la Universitat Nacional Autònoma de Mèxic. Va morir el 1974 a Mèxic D.F..
Es va casar amb Welly Jürgenson; i va tenir cinc fills: Juan, Antonio, Miguel, Carlos i Elena.

## Obres
Madinaveitia està especialitzat en la química de productes naturals i en la síntesi de fàrmacs orgànics.
A Espanya va fer trenta-vuit publicacions originals, sense oblidar alguns estudis generals, entre els quals cal destacar una Síntesi de medicaments orgànics, editada amb Ernest Fourneau, obra de referència de la qual es van succeir diverses edicions fins a la guerra.
A Mèxic, la seva activitat ja no es manifestava al mateix ritme. Publicà, a partir del 19407, només fins al 19458, i només vuit vegades, “que és ben poc per a un home tan jove i tan extraordinàriament brillant”.